# Martin Perez Alvin
Martin Perez Alvin (fl. XIII secolo) è stato un trovatore portoghese, attivo dal terzo quarto del XIII fino all'inizio del XIV secolo.
Fratellastro di Johan Lobeira, anch'egli trovatore, è autore di nove cantigas de amigo. 